# Déferrisation
La déferrisation est le fait d'enlever le fer ou les dérivés du fer d'un liquide, spécialement de l'eau.

## Le fer dans l'eau potable

### Origine du fer
Composant majoritaire de la croûte terrestre, le fer est présent sur toute la surface de la Terre. 
Très oxydable, il est peu présent des eaux de surface aérées. En revanche, dans les eaux souterraines, on en retrouve parfois des concentrations importantes. En effet, le fer se trouve en solution dans les eaux privées d'oxygène. Suivant les cas, il pourra exister à l'état colloïdal, sous forme de complexes organiques ou minéraux. Au contact de l'air, on assiste à une précipitation due à l'oxydation de ce métal. Le fer est fréquemment associé au manganèse avec lequel il a la propriété de co-précipiter.

### Le fer et le corps humain
Le Fer est un élément indispensable pour le fonctionnement du corps humain (notamment en entrant dans la composition de l'hémoglobine). Les besoins journaliers en fer sont estimés à environ 10 mg par jour, selon l'âge et le sexe.
Les seules intoxications remarquées ont été liées à l'absorption de sels de fer chez les enfants. La symptomatologie quelquefois sévère est essentiellement à caractère digestif. Aucune toxicité liée à l'eau potable n'a été observée chez l'homme, et ce même à des doses élevées (5 mg/l).
Le fer entraîne, à des concentrations supérieures à 0,3 voire 0,1 mg/l, des effets indirects gênants pour l'usager : 
- neutralisation des désinfectants pouvant générer la prolifération des microorganismes dans les réseaux de distribution ;
- conséquences de la corrosion dans les canalisations métalliques avec libération du métal ;
- distribution d'eau de couleur rouille, au robinet de l'utilisateur, qui tâche le linge et les installations de plomberie ;
- inconvénients d'ordre organoleptique (goût métallique de l'eau, turbidité, coloration rouge) ;
- réduction progressive des débits de conduite (formation de dépôts) en association avec le manganèse.

## Normes, interprétation des résultats
Méthodes de référence pour l'analyse : 
- spectrométrie à 510 nm grâce au complexe rouge orangé formé par réaction de 1,10-phénantroline sur le fer ferreux
- spectrométrie d'absorption atomique de flamme.

Expression des résultats de μg/l de Fer
| Normes                                | μg/l de Fer                        | Sources |
| ------------------------------------- | ---------------------------------- | --- |
| Valeur limite en France               | 200                                | Décret no 2001-1220 du 20 décembre 2001 relatif aux eaux destinées à la consommation humaine                        |
| Niveau guide CEE                      | 50                                 | DIRECTIVE 98/83/CE DU CONSEIL du 3 novembre 1998 relative à la qualité des eaux destinées à la consommation humaine |
| Concentration maximale admissible CEE | 200                                | DIRECTIVE 98/83/CE DU CONSEIL du 3 novembre 1998 relative à la qualité des eaux destinées à la consommation humaine |
| Valeur indicative OMS                 | 2000 (pas de danger pour la santé) | Directives de qualité pour l'eau de boisson, troisième édition (2004)                                               |
| Norme Américaine                      | 300                                | USA - EPA - Drinking Water Contaminants US                                                                          |

Les limites adoptées dans les réglementations ont été retenues pour pallier les inconvénients ménagers du fer dans l’eau et non pour éviter les intoxications. Si l’on veut éviter tous les désagréments (goût, couleur, précipité, tâches sur le linge), l’eau de distribution ne devrait pas avoir une concentration en fer supérieure à 50 µg/l

## Recommandations, traitements
Il existe de nombreuses techniques de traitement pour l'élimination du fer de l'eau potable

La mise en œuvre de tels traitements s'accompagne le plus souvent d'un curage des réseaux car des dépôts importants résultant d'une pollution antérieure de l’eau de distribution peuvent subsister.

### Oxydation puis filtration
La déferrisation par oxydation (à l'air ou autre oxydant suivant la concentration en Fer), suivie d'une filtration, est généralement utilisée pour les eaux d'origine profonde. C'est une technique simple mais qui nécessite souvent l'emploi de réactif oxydant (KMnO4, chlorure ferrique, Sulfates d'alumine, Oxygène, Chlore, Ozone, ...). 

### Traitement biologique
L'élimination du fer peut être aussi faite par oxydation biologique (utilisation de bactéries qui oxydent et précipitent le fer dissous). Ces traitements permettent d'atteindre des niveaux acceptables en distribution.

### Traitement catalytique
Le procédé d’élimination catalytique du fer repose sur un phénomène d’adsorption et d’oxydation des formes dissoutes du Fe2+ à la surface d’un matériau spécifique de filtration. Ces matériaux catalytiques jouent à la fois le rôle d’adsorbant et d’échangeur d’électrons. Les matériaux utilisables pour la filtration catalytique sont des matériaux recouverts de façon naturelle ou artificielle de dioxyde de manganèse MnO2. 